# Pauli Räsänen
Pauli Räsänen (n. 23 februarie 1928, Tampere, Finlanda – d. 22 martie 2000, Tampere, Finlanda) a fost un cântăreț finlandez.